# Lycosa leucogastra
Lycosa leucogastra là một loài nhện trong họ Lycosidae.
Loài này thuộc chi Lycosa. Lycosa leucogastra được Cândido Firmino de Mello-Leitão miêu tả năm 1944.